# Boniface IV
Pour les articles homonymes, voir Boniface et Saint Boniface.
Boniface IV (latin : Bonifatius IV ; vers 550 – 8 mai 615,), moine bénédictin, né dans la région de Marsica, dans les Abruzzes, est évêque de Rome, 67e pape de l'Église catholique de 608 jusqu'à sa mort.
En tant que pape, il encourage le monachisme. Avec la permission de l'empereur byzantin, il transforme le Panthéon en église. En 610, il s'entretient avec l'évêque de Londres Mellitus concernant les besoins de l'Église anglaise. Il est vénéré comme saint dans l'Église catholique avec une fête universelle le 8 mai.

## Biographie

### Famille et début de carrière
Boniface naît dans l'actuelle région des Abruzzes. Son père est un médecin nommé Giovanni. Selon le Liber Pontificalis, sa famille est d'origine marse. Pendant le pontificat de Grégoire Ier, Boniface est diacre de l'Église romaine et occupe le poste d'administrateur du patrimoine de saint Pierre.

### Pontificat
Boniface IV est élu pour succéder à Boniface III, mais une vacance de plus de neuf mois s'ensuit, en attendant la confirmation impériale de Constantinople. Il est consacré soit le 25 août, selon Louis Duchesne, soit le 15 septembre, selon Jaffé, en 608. Le Vatican fixe le début officiel de sa papauté au 15 septembre.
Comme son mentor, il transforme le palais du Latran en monastère et s'entoure de moines.
Le Liber Pontificalis mentionne que sa papauté est marquée par la famine, la peste et les inondations. Les informations complémentaires sont très rares et fragmentaires.

#### Transformation du Panthéon à Rome en église catholique
Boniface obtient l'autorisation de l'empereur Phocas pour transformer le Panthéon à Rome en église chrétienne. Le 13 mai 609 (dimanche suivant la Pentecôte), le temple érigé par Marcus Vipsanius Agrippa à Jupiter Vengeur, Vénus et Mars est consacré par le pape en l'honneur de la Vierge Marie et tous les martyrs, sous le nom de Sancta Maria ad martyres (Sainte-Marie-aux-martyrs), premier exemple à Rome de transformation d'un temple païen en lieu de culte chrétien. Vingt-huit charrettes d'ossements sacrés auraient été retirées des catacombes et placées dans un bassin en porphyre sous le maître-autel,,.
Parallèlement à la consécration du Panthéon au culte chrétien, les Lemuriæ (9-13 mai) sont remplacées par la fête de la Toussaint, fixée au même jour avant d'être déplacée au 1er novembre en 835 par le pape Grégoire IV. En échange, la colonne de Phocas est érigée dans le Forum romain, surmontée d'une statue en bronze doré le représentant. Ferdinand Gregorovius commente : « le dernier monument que Rome, dans l'esprit des anciennes traditions, érigea parmi ses ruines, fut la statue du tyran Phocas, témoignage et symbole de la soumission de la ville à Byzance ».

#### Église d'Angle
Boniface IV s'occupe tout particulièrement des institutions ecclésiastiques chez les Angles.
En 610, Mellitus, premier évêque de Londres, se rend à Rome « pour consulter le pape sur des questions importantes relatives à l'Église anglaise nouvellement établie ». Il assiste au synode alors en cours concernant certaines questions sur « la vie et la paix monastique des moines », et, à son départ, rapporte en Angleterre le décret du concile ainsi que des lettres du pape à l'archevêque Laurent de Cantorbéry et à tout le clergé, à Æthelberht (roi du Kent) et à tous les Anglo-Saxons. Les décrets du conseil qui subsistent actuellement sont fallacieux. La lettre à Æthelberht est considérée comme fausse par Karl Joseph von Hefele, discutable par Haddan et William Stubbs, et authentique par Jaffé.
Entre 612 et 615, le missionnaire irlandais Colomban de Luxeuil, qui vit alors à Bobbio en Italie, est persuadé par le roi Agilulf de Lombardie d'adresser une lettre de condamnation des Trois Chapitres à Boniface IV. Il déclare au pape qu'il est soupçonné d'hérésie pour avoir accepté le cinquième concile œcuménique et l'exhorte à convoquer un concile et à prouver son orthodoxie. Il ne subsiste aucune trace d'une réponse de Boniface.
Le 23 août 613 il accorde le pallium à l'archevêque d'Arles Florien d'Arles, peu de mois, semble-t-il après la nomination de ce dernier.

### Mort
Inspiré par Grégoire Ier, Boniface IV transforme sa demeure en monastère, où il se retire et meurt le 8 mai 615. Il est remplacé par Adéodat Ier, qui inverse sa politique en faveur du monachisme. Il est enterré sous le portique de l'antique basilique vaticane. Ses restes sont déplacés trois fois : au Xe ou XIe siècle, à la fin du XIIIe siècle sous Boniface VIII, et au nouveau à Saint-Pierre le 21 octobre 1603. Son corps repose désormais dans le transept gauche de la basilique.

## Culte

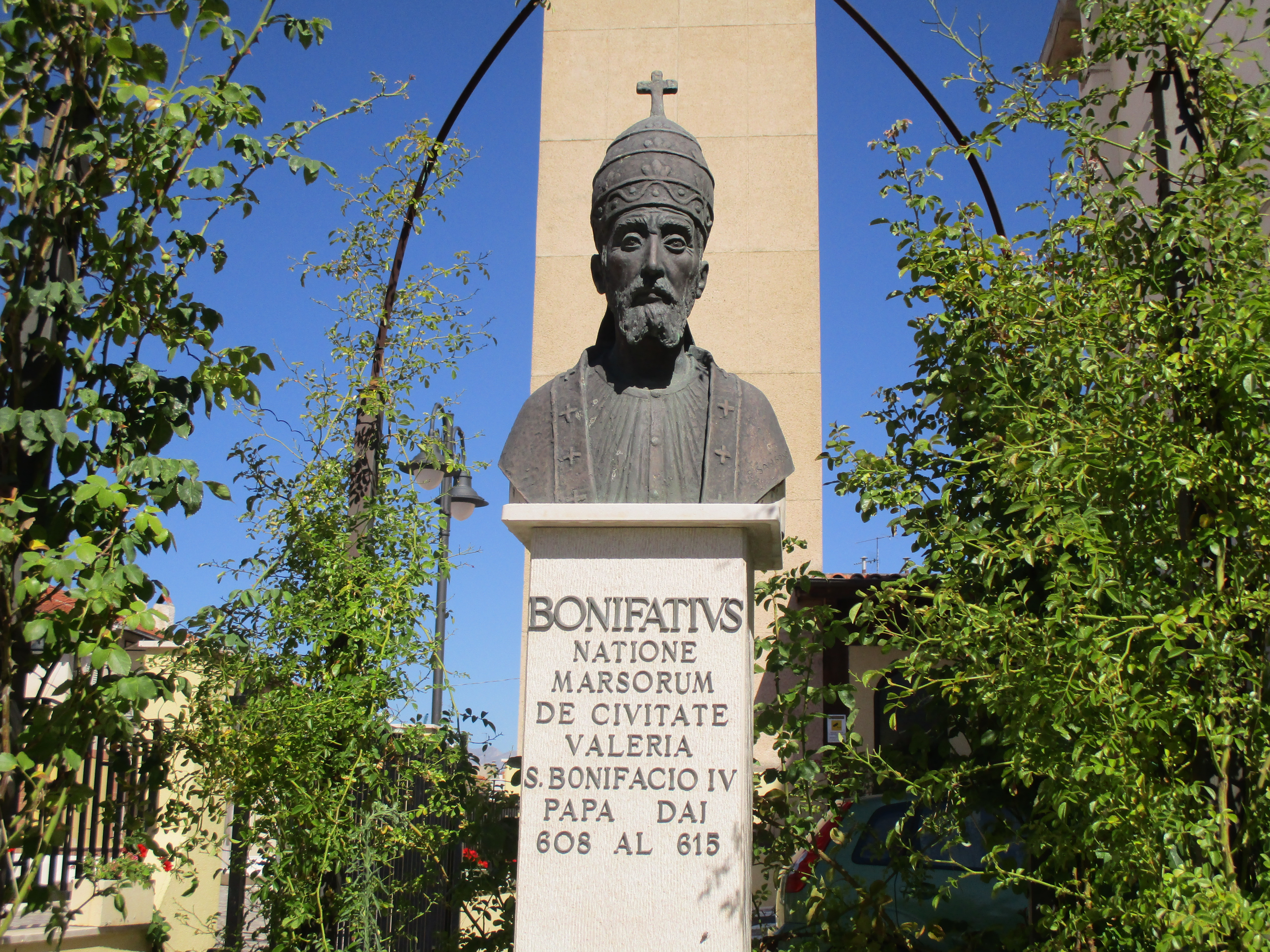
Buste de Boniface IV à San Benedetto dei Marsi, le décrivant comme « de la nation des Marsi et de la communauté de Valeria ».

Son culte remonte à la fin du XIIIe siècle. Boniface IV est canonisé par Boniface VIII, pape de 1294 à 1303, qui choisit son nom en son honneur.
Boniface IV est commémoré comme un saint dans la martyrologie romaine le jour de sa fête, le 8 mai, anniversaire de sa mort.
Il est encore commémoré :
- 25 mai - ancienne date de commémoration[16] ;
- 28 mai - commémoration par les Bénédictins et les Cisterciens ;
- 3ème week-end d'août - fête des patrons de Luco dei Marsi (Abruzzes)[17],
- 21 octobre - translation de ses reliques en 1603[16].